# Ursula van Diemen

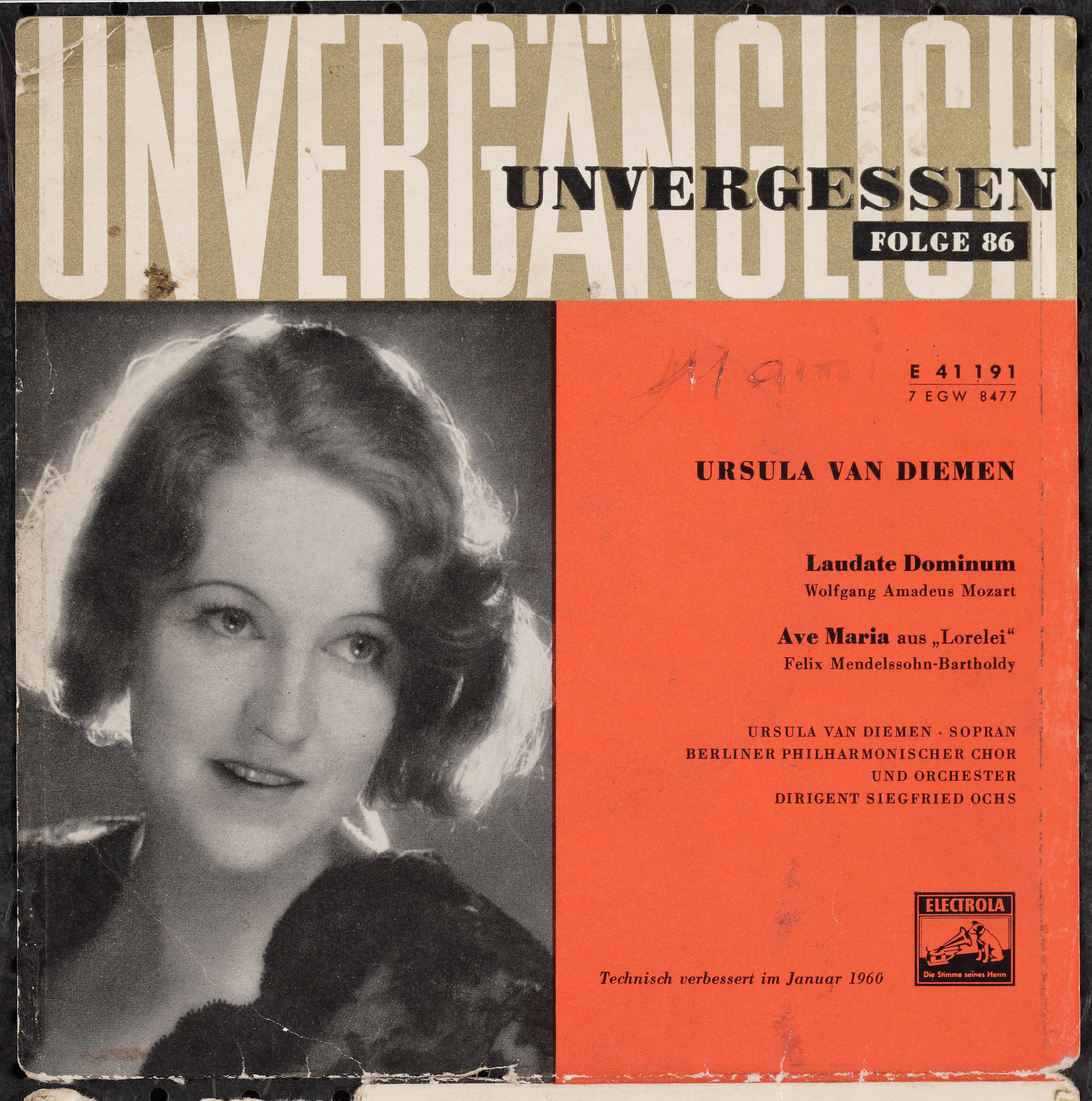
Plattenhülle von 1960, mit einem Portraitfoto von Paulus Leeser aus den 1920er Jahren

Ursula van Diemen, geborene Ursula Stürzel, verehelichte Meyerhof, (* 22. November 1897 in Schwerin; † 1. Juli 1988 bei Stuttgart) war eine deutsche Sängerin und Schauspielerin.

## Leben und Wirken

### Herkunft und Familie
Ursula van Diemen wurde als Ursula Stürzel als Tochter des Kaufmanns Friedrich Johann Alexander Stürzel (auch Stürtzel, 1859–1912) und der Olga van Diemen (1860–1913) geboren. Der Vater war Brauereidirektor und ‑besitzer in Schwerin (Städtische Brauerei Hofmann & Stürzel in der Röntgenstraße 18–20). Anders als in einigen Quellen zu lesen ist, stammte die Mutter aus Hamburg und der Vater aus Doberan. Ihre ältere Schwester Beatrice war mit dem Schweriner Architekten und Baumeister Ludwig Clewe jun. verheiratet. Ursula van Diemen ging nach Berlin, um Gesang zu studieren und nahm dort als Künstlernamen den Geburtsnamen ihrer Mutter an. Bei ihrem Auftritt als Konzertsängerin eines Hauskonzertes in seiner Villa in Zehlendorf lernte sie den Kaufmann Justus Meyerhof kennen, der sofort um ihre Hand anhielt und sie 1921 heiratete. Mit ihm hatte sie zwei Töchter, die Schriftstellerin Evamaria Schneider-Esleben (1922–2007) und Irene Meyerhof-Erdoes (1924–2011). Ursula van Diemen war die Großmutter der Architektin und Designerin Claudia Schneider-Esleben und des Kraftwerk-Mitbegründers Florian Schneider. Die Ehe mit Meyerhof wurde 1927 geschieden, jedoch verband beide auch danach „eine tiefe Freundschaft“, wie sie 1946 in einer privaten Aufzeichnung schrieb.

### Künstlerischer Werdegang
Van Diemen wurde in Berlin von Selma Nicklass-Kempner, Lola Beeth und dem amerikanischen Gesangslehrer Louis Bachner, der an der Hochschule für Musik wie auch privat lehrte, zur Sängerin ausgebildet. Als 20-Jährige hatte sie 1918 ihr Konzertdebüt mit einem Liederabend am Landestheater Schwerin. Im Anschluss wirkte sie erfolgreich als Konzert- und Oratoriensängerin. Es folgten Tourneen durch Deutschland, die Niederlande, England, Schweden, Lettland und die Schweiz. In Frankfurt am Main feierte man sie mit Liederabenden in der Oper mit dem  Schweizer Pianisten Edwin Fischer am Flügel. Der Musikkritiker Albert Noelte würdigte van Diemen 1925 im amerikanischen Musical Courier:

„Eine weitere hervorragende Sängerin […] ist Ursula van Diemen, die bei ihrem ersten Auftritt in München das Publikum im Sturm eroberte. Sie ist eine Schülerin des in Berlin lebenden amerikanischen Gesangslehrers Louis Bachner, der diese schöne Stimme zu einem wunderbar temperierten Instrument geschult hat. Van Diemens Stimme und ihr Gesangsstil erinnern stark an Elena Gerhardt in ihren jungen Jahren. Ihre Interpretation von Liedern mit meditativem Charakter hat etwas ungemein Berührendes, die Stimme findet ihren entsprechenden Widerhall in den Emotionen einer warmherzigen und außergewöhnlich kultivierten Persönlichkeit.“

Einem größeren Publikum wurde van Diemen durch ihre Schallplatten bekannt. Viele ihrer Einspielungen sind auch heute noch als CD oder per Stream erhältlich. Vor allem eine Aufnahme wurde legendär: ihre Interpretation von Wolfgang Amadeus Mozarts Laudate Dominum aus den Vesperae solennes de Confessore (KV 339), die sie 1928 mit dem Philharmonischen Chor Berlin unter der Leitung von Siegfried Ochs für His Masters Voice aufnahm. Die Aufnahme begeisterte sowohl Kritiker als auch Plattensammler. So schrieb 1935 ein Rezensent der britischen Zeitschrift Gramophone: „Ich kann die Leistung von Ursula van Diemen, einer feinen Liedsängerin, die bereits früher Aufnahmen gemacht hat, nicht genug loben. Ihre schönen, gleichmäßigen Töne, ihre künstlerische Zurückhaltung und der chorische Hintergrund machen diese Aufnahme zu einer der schönsten und befriedigendsten, die ich seit langem gehört habe. Die Aufnahme ist erstklassig.“
Neben ihrer Tätigkeit als Konzertsängerin konnte man sie 1929 im Renaissance-Theater in Gustav Hartungs Inszenierung von Pariser Leben von Jacques Offenbach erleben. 1930 trat sie unter Regie von Kurt Gerron in der Rudolf-Nelson-Revue Quick als Tangotänzerin auf. Eine Berliner Illustrierte bezeichnete sie und ihren Tanzpartner Jimmy Mac Arley als „eleganteste Tangotänzer dieser Berliner Saison“. Bekannt wurde ihre Mitwirkung in Max Reinhardts Berliner Inszenierung von Offenbachs Die Schöne Helena 1931 am Theater am Kurfürstendamm. Die Berliner Illustrirte Zeitung zeigte sie am 28. Juni 1931 zusammen mit Tenor Gerd Niemar als Paris, mit Friedel Schuster als Minerva und La Jana als Venus auf dem Titel. Im Folgejahr, in der Inszenierung Reinhardts Anfang 1932 im Großen Schauspielhaus, übernahm sie die Hauptrolle.
Auch in Filmen der Zwischenkriegszeit spielte sie mit: In dem psychologischen Drama Der Andere von Robert Wiene (1930) trat sie als Marion gemeinsam mit Hauptdarstellerin Käthe von Nagy, sowie mit Fritz Kortner und Heinrich George auf. In Ich bei Tag und Du bei Nacht (Regie: Ludwig Berger, 1932), war sie in einer Film-im-Film-Szene zu sehen. Als nicht namentlich genannte „Filmdarstellerin“ tritt sie mit einem Lied von Werner Richard Heymann zusammen mit Walther Ludwig im Duett auf. Noch zweimal war sie im Film in kleinen Rollen zu sehen: In Der Polizeibericht meldet … Die Frau im schwarzen Schleier (Regie: Georg Jacoby, 1934) und in Ein seltsamer Gast (Regie: Gerhard Lamprecht, 1936).

### Zeit des Nationalsozialismus
Mit dem Beginn der Zeit des Nationalsozialismus änderte sich Van Diemens Situation und die ihrer Familie schlagartig, als viele Freunde, Bekannte und Kollegen das Land verließen. Von ihrem jüdischen Ehemann Justus Meyerhof war sie seit 1927 geschieden. Dennoch bestand ihre Freundschaft und Verbundenheit bis zu seinem Tod 1944 weiter. Unmittelbar richtete sich die Judenverfolgung des NS-Staates auch gegen Justus Meyerhof, der 1938 ins KZ Sachsenhausen deportiert wurde. Er kam erst frei, nachdem er der Liquidierung seines Unternehmens in Berlin und dem Verkauf seines Grundstücks zugestimmt hatte und ging anschließend nach England. Gemeinsam hatten van Diemen und Meyerhof zwei Töchter Evamaria und Irene, die durch die NS-Rassenpolitik unter permanenter Bedrohung lebten. Van Diemen konnte nicht mehr auftreten, wurde „aus dem Konzertleben ausgeschieden“. Van Diemen war mit der Architektin Marlene Moeschke-Poelzig befreundet. Nach dem Tod von Hans Poelzig 1936 war auch Moeschke-Poelzig alleinerziehende Mutter dreier Kinder. Zeitweise zogen Ursula van Diemen und ihre zwei Töchter zu ihr in das Haus in der Berliner Tannenbergallee 28, das von Moeschke-Poelzig entworfen worden war. Van Diemen schickte ihre Töchter zeitweise auf ein Internat nach Gstaad in die Schweiz. Van Diemen zog 1942 mit ihren Töchtern nach Kattenhorn am Bodensee. In die Künstlerkolonie auf der Halbinsel Höri zogen sich Künstler, Schriftsteller und Maler zurück, deren Werk verfemt war oder die sich vom NS-Staat nicht vereinnahmen lassen wollten. Bis 1943 wird van Diemens Berliner Wohnung in Nikolassee noch im Adressbuch verzeichnet.
In seinen Tagebüchern erwähnt NS-Propagandaminister Joseph Goebbels Ursula van Diemen namentlich an zwei Stellen. Im April 1934: „Wieder Besuche: Frau van Diemen sucht Engagement.“ Und im März 1941: „Im Auslandsclub. Ursula van Diemen singt. Entzückende Volkslieder.“ Lale Andersen erwähnt in ihrer Autobiografie Der Himmel hat viele Farben einen gemeinsamen Auftritt mit der „scheuen“ Ursula van Diemen in Lemberg und Warschau. Die Tournee war einer Konzertreihe zur Truppenbetreuung für Frontsoldaten im besetzten Polen. Van Diemen sang, so Andersen, „mit zartem, silbernen Sopran Volkslieder und Chansons“. Auch in Łódź traten beide Künstlerinnen im September 1941 auf. Noch am 7. April 1943 war van Diemen in Frankfurt am Main im Saalbau zu erleben, zusammen mit dem Konstanzer Streichquartett und dem Filmschauspieler Albrecht Schoenhals bei einem Konzert der NS-Gemeinschaft „Kraft durch Freude“.

### Rückzug aus der Öffentlichkeit
Bis 1948 lebte van Diemen auf der Höri und zog danach nach Stuttgart. Ihre Tochter Evamaria lernte auf der Höri 1946 ihren späteren Ehemann Paul Schneider-Esleben kennen. Nach 1945 gab sie noch einzelne Konzerte. In Folge „allzu großer seelischer Belastung“ hatten sich bei Ursula van Diemen „stimmliche Mängel“ eingestellt, attestierte ihr Ferdinand Leitner, der damalige Generalmusikdirektor des Württembergischen Staatsorchesters Stuttgart 1948, der sie seit 1934 kannte. „Stärkster seelischer Druck“, schrieb Helene Fernau-Horn, bei der van Diemen in Behandlung war, hätten ihr „die Kehle zugeschnürt“. Sie habe „den Glauben an die Funktionsfähigkeit ihres an sich gesunden Organs“ verloren. Aus der Vielzahl ihrer Schallplattenaufnahmen legte EMI Electrola Anfang der 1960er Jahre noch einmal ihre Platte von 1928 neu auf, diesmal im 45er-Single-Format: Das Ave Maria von Mendelssohn-Bartholdy und Mozarts Laudate Dominum.
Bis ins hohe Alter wirkte Ursula van Diemen als Atem- und Gesangslehrerin. 1988 verstarb sie im Alter von 90 Jahren in einem anthroposophischen Heim in der Nähe von Stuttgart.

## Erinnerung
Freunde klassischer Musik erinnern in Blogs mit Tondokumenten an Leben und Werk. In Schwerin hat sich eine Initiative gegründet, um die Erinnerung an Ursula van Diemen in ihrer Geburtsstadt mit vielfältigen Aktivitäten aufrechtzuerhalten.